# Брайсгау
47°56′00″ пн. ш. 7°49′00″ сх. д. / 47.93333333° пн. ш. 7.81666667° сх. д.
Брайсгау (нім. Breisgau) — регіон на південному заході землі Баден-Вюртемберг, Німеччина, між Верхнім Рейном і Шварцвальдом. 
Займає площу близько 4000 км², центром є місто Фрайбург-ім-Брайсгау.

## Географія
На півдні Брайсгау в його нинішньому значенні межує з Маркгрефлерландом (межа Штауфен — Гайтерсгайм), на заході — з Ельзасом , на сході — західной схил Шварцвальду, а на півночі з Ортенау.
Брайсгау містить:
- Рейнську рівнину, де вирощують переважно зернові, кукурудзу та спеціальні культури (спаржу, полуницю, раніше часто тютюн).
- виноробний і фруктовий район передгір'я Шварцвальду і Кайзерштуля
- і західні схили південного Шварцвальду з його бічними долинами (наприклад, Ельцталь і Глоттерталь).

Брайсгау є одним із найтепліших регіонів Німеччини з точки зору клімату, середньорічна температура становить 11 °C, середньорічна кількість опадів становить близько 900 л/м², а тривалість сонячного сяйва становить близько 1800 годин.

## Історія
Раніше Брайсгау був відомий як Брайзахгау (нім. Breisachgau), означаючи графство навколо міста Брайзах на східному березі Рейну.
Найпершими історично засвідченими жителями цього району були кельти. 
За часів Римської імперії він був частиною провінції Верхня Германія. 
Але після падіння оборонних ліній Верхньогермансько-реційського лімесу у 260 році місцевість була заселена алеманами. 
Вона залишалася частиною Алеманії 
все раннє середньовіччя і була буферною зоною між центральними алеманськими землями та Ельзасом.
У середині IX століття район був маркою (прикордонний округ), що охороняла кордон із Південною Лотарингією та Ельзасом. 
У 859 році він подарований Карлу III «Товстому», сину короля Людовика II, що підкреслило його важливість. 
У X столітті Брайсгау був графством у складі герцогства Швабія, яким керувала сім'я Церінген. 
До XII століття вона відокремилася від Швабії, заснувавши маркграфство Баден. 
Герцоги заснували в ньому Фрайбург, який став їхнім головним містом.
З XIII/XIV століття до 1797 року цей район був частиною Передньої Австрії, області на південному заході Священної Римської імперії, керованої австрійськими Габсбургами, що помалу опанували майже всією країною за винятком незначної її частини, що відійшла до Бадена, так Брайсгау разом з рештою Передньої Австрії передано ними колишньому герцогу Модени, їхньому родичу, як компенсацію за втрату спадкових земель, що перейшли французькій Цизальпінській республіці. 
У 1805 році за Пресбурзьким мирним договором ця територія була передана Великому герцогству Баден.